# Орвал (бира)
 Тази статия е за бирата Орвал.  За сиренето със същата марка вижте Орвал (сирене).  
„Орвал“ (на френски: Orval) е трапистка бира, произведена и бутилирана в пивоварната на абатство „Notre-Dame d'Orval“ във Villers Devant Orval (Белгия). Orval e една от осемте трапистки марки бира, заедно с Achel, Westmalle, Westvleteren, Chimay, Rochefort, „Engelszell“ и La Trappe (на Koningshoeven), които имат правото да носят знака „Автентичен трапистки продукт“ (Authentic Trappist Product), обозначаващ спазването на стандартите на „Международната трапистка асоциация“.

## История
Траписткото абатство „Notre-Dame d'Orval“ се намира в Villers Devant Orval, част от гр.Флоранвил, окръг Виртон, провинция Люксембург, Южна Белгия. Абатството е част от Ордена на цистерцианците на строгото спазване.
Абатството е основано през 1070 г. от италиански монаси – бенедиктинци от Калабрия, Южна Италия, които започват строеж на църква в готически стил.
През 1110 г. те са заменени от монаси – каноници от Трир. През 1132 г. в абатството се установяват и монаси цистерцианци от Шампан. Двете групи монаси заедно завършват манастирските сгради и църква и образуват единна общност.
Абатството е опустошено от пожар през 1252 г. Монасите имат силни и войнствени съседи и през последващите столетия абатството многократно е разрушавано и опустошавано от чужди войски. През 1637 г. абатството е опожарено и ограбено от френски войски.
Абатството е възстановено напълно през ХVІІІ век, построени са нови внушителни сгради и монашеската общност процъфтява, но не за дълго.
През 1793 г., по време на Френската революция отново е разрушено от френски войски. Руините на абатството са оставени в продължение на почти век и половина.
Възстановяването на абатството започва отново през 1926 г. върху основите на сградите от ХVІІІ век от монаси цистерцианци от абатството Sept-Fons в Bourbonnais и е окончателно завършено през 1948 г. .
Руините на средновековното абатство все още стоят редом до новоизградения манастир.
През 1931 г. е възстановена абатската пивоварна, през следващата 1932 г. е произведена първата бира. През 1932 г. абатството не разполага с подходящи складови помещения и бирата ферментира в наетите мазета на кметството на Арлон. Първите пивовари са баварецът Martin Pappenheimer (1883 – 1942), и белгиецът John Van Huele, което обуславя специфичните немско-английски методи при производството на абатската бира.

## Марки бира
Търговският асортимент на пивоварната включва две марки (само една от тях е достъпна на пазара):
- Orval (син етикет) – бира с кехлибарено-оранжев цвят и алкохолно съдържание около 6,2 %. Отличава се с аромат на портокалови кори, чай, парфюм, фъстъци, оцет и сметана; със силна хмелна горчивина, мек вкус и много дълъг послевкус на горчив портокал и сметана. Предлага се в бутилки от 0,33 л. и е достъпна за продажба в търговската мрежа.
- Orval Vert или Petit Orval (зелен етикет) – бира с червено-оранжев цвят, алкохолно съдържание около 3,5 %, с пикантен цитрусов аромат с нотки на карамел; гладка, с лека горчивина. Продава се в бутилки от 0,33 л, като е достъпна за продажба само в абатството и пивоварната.

Монасите варят за собствени нужди и по слаба бира, която не се предлага за продажба:
- Orval Hausbier – слаба бира с алкохолно съдържание около 1 %.

## Производство
За производството на Orval се използват само изворна вода, малцов ечемик, хмел, течна захар Кенди и бирени дрожди.  След ферментацията съдържанието на алкохол в Orval е около 5,2 %. При бутилирането на бирата се добавят захар и свежи дрожди, и бирата доферментира в бутилките. Затова на етикетите е обозначено средно алкохолно съдържание 6,2 %. Orval отлежава между шест месеца и три години в тъмни подземия при температура 10 – 15 °C. Бирата се пие със специални чаши. Годишното производство на пивоварната е около 45 000 хектолитра бира. Устройството за бутилиране позволява бутилиране на 26 000 бутилка на час.
Политиката на продажби на Orval се основава на мрежа от еднолични дистрибутори. Производството е увеличено в последните години, но остава ограничено в рамките на около 45 000 хектолитра. Продажбите на бира Orval са разпределени както следва: 95 % за страните от Бенелюкс (в т.ч. 87% за Белгия), 3% за Франция, и 2% за останалата част на света (Япония, САЩ, Европа, Канада и др. 
Върху етикетите и бирените подложки е изобразена пъстърва със златен пръстен в устата, илюстрираща легендата за основаване на абатството. Името Орвал произхожда от френския израз Le Val d'Or (Златната долина). Според легендата графиня Матилда Тосканска (1046 – 1115) изпуснала в езерото златния си пръстен с три диаманта, но една пъстърва го намерила и го върнала на неговата притежателка. В знак на благодарност графинята основала на това място абатства. 